# Les Martys

Les Martys este o comună în departamentul Aude din sudul Franței. În 1 ianuarie 2022 avea o populație de 307 de locuitori.